# Danh sách phim Bollywood có doanh thu cao nhất
Danh sách các bộ phim có doanh thu cao nhất Ấn Độ (tính điện ảnh Bollywood, không tính các phim Ấn Độ bằng tiếng khác không phải tiếng Hindu), không phản ánh chất lượng bộ phim, cập nhật đến 21 tháng 3 năm 2012, tính đơn vị tiền tệ rupees Ấn Độ.

## Các bộ phim doanh thu cao nhất
Phim phát hành trước khi đến 1994 không xuất hiện trong danh sách bởi vì lạm phát, quy mô dân số và xu hướng mua vé.
| Rank | Movie    | Năm  | Studio(s)                  | Nett Gross           |
| ---- | -------- | ---- | -------------------------- | -------------------- |
| 1    | 3 Idiots | 2009 | Vinod Chopra Productions   | 202,57,00,000 rupees |
| 3    | Dabangg  | 2010 | Arbaaz Khan Productions    | 140,10,00,000 rupees |
| 6    | Ra.One   | 2011 | Red Chillies Entertainment | 114,78,00,000 rupees |
| 10   | Singham  | 2011 | Reliance Entertainment     | 97,87,00,000 rupees  |

## Các bộ phim doanh thu cao nhất ngày công chiếu
| Rank | Movie     | Năm  | Studio(s)                  | Opening Day Nett Gross |
| ---- | --------- | ---- | -------------------------- | ---------------------- |
| 1    | Agneepath | 2012 | Dharma Productions         | 21,72,00,000 rupees    |
| 3    | Ra.One    | 2011 | Red Chillies Entertainment | 14,76,00,000 rupees    |
| 6    | Ready     | 2011 | Sohail Khan Productions    | 13,33,00,000 rupees    |
| 10   | Kites     | 2010 | Reliance BIG Pictures      | 10,08,00,000 rupees    |

## Các bộ phim doanh thu cao nhất ngày cuối tuần công chiếu
| Rank | Movie    | Năm  | Studio(s)                  | Opening Weekend Nett Gross |
| ---- | -------- | ---- | -------------------------- | -------------------------- |
| 1    | Ra.One   | 2011 | Red Chillies Entertainment | 52,93,00,000 rupees        |
| 3    | Dabangg  | 2010 | Arbaaz Khan Productions    | 48,82,00,000 rupees        |
| 6    | Ready    | 2011 | Sohail Khan Productions    | 42,23,00,000 rupees        |
| 10   | Rajneeti | 2010 | UTV Motion Pictures        | 33,62,00,000 rupees        |

## Các bộ phim doanh thu cao nhất tuần công chiếu
| Rank | Movie     | Năm  | Studio(s)              | Opening Week Nett Gross |
| ---- | --------- | ---- | ---------------------- | ----------------------- |
| 1    | Bodyguard | 2011 | Reliance Entertainment | 100,15,00,000 rupees    |
| 3    | Agneepath | 2012 | Dharma Productions     | 81,77,00,000 rupees     |
| 6    | Don 2     | 2011 | Reliance Entertainment | 70,96,00,000 rupees     |
| 10   | Rajneeti  | 2010 | UTV Motion Pictures    | 53,91,00,000 rupees     |

## Các bộ phim doanh thu cao nhất trong tháng
| Month     | Movie           | Năm  | Nett collections     | Distributor                                   | Director        |
| --------- | --------------- | ---- | -------------------- | --------------------------------------------- | --------------- |
| January   | Agneepath       | 2012 | 119,96,00,000 rupees | Dharma Productions                            | Karan Malhotra  |
| February  | My Name Is Khan | 2010 | 72,74,00,000 rupees  | Fox Searchlight Pictures                      | Karan Johar     |
| March     | Race            | 2008 | 61,80,00,000 rupees  | Tips Films UTV Motion Pictures                | Abbas Mustan    |
| April     | Housefull       | 2010 | 72,07,00,000 rupees  | Nadiadwala Grandson Entertainment             | Sajid Khan      |
| May       | Fanaa           | 2006 | 52,00,00,000 rupees  | Yash Raj Films                                | Kunal Kohli     |
| June      | Ready           | 2011 | 121,26,00,000 rupees | Sohail Khan Productions T - Series            | Anees Bazmee    |
| July      | Singham         | 2011 | 97,87,00,000 rupees  | Reliance Entertainment                        | Rohit Shetty    |
| August    | Bodyguard       | 2011 | 140,95,00,000 rupees | Reliance Entertainment                        | Siddique        |
| September | Dabangg         | 2010 | 140,10,00,000 rupees | Arbaaz Khan Productions                       | Abhinav Kashyap |
| October   | Ra.One          | 2011 | 114,78,00,000 rupees | Eros International Red Chillies Entertainment | Anubhav Sinha   |
| November  | Golmaal 3       | 2010 | 107,43,00,000 rupees | Shree Ashtavinayak Cine Vision Ltd            | Rohit Shetty    |
| December  | 3 Idiots        | 2009 | 202,57,00,000 rupees | Vinod Chopra Productions                      | Rajkumar Hirani |

## Các bộ phim doanh thu cao nhất lịch sử Bollywood
Sốl liệu tính đến thời điểm nêu trong bảng biểu
| Năm  | Movie                  | Record Held    | Studio(s)                          | Nett Gross           |
| ---- | ---------------------- | -------------- | ---------------------------------- | -------------------- |
| 1943 | Kismet                 | 6 years        | Bombay Talkies                     | 1,00,00,000 rupees   |
| 1949 | Barsaat                | 2 years        | R. K. Films                        | 1,10,00,000 rupees   |
| 1951 | Awaara                 | 1 year         | R.K. Films                         | 1,25,00,000 rupees   |
| 1952 | Aan                    | 3 years        | Mehboob Productions                | 1,50,00,000 rupees   |
| 1955 | Shree 420              | 2 years        | R.K. Films                         | 2,00,00,000 rupees   |
| 1957 | Mother India           | 3 years        | Mehboob Productions                | 4,00,00,000 rupees   |
| 1960 | Mughal-e-Azam          | 15 years       | Sterling Investment                | 5,50,00,000 rupees   |
| 1975 | Sholay                 | 19 years       | G.P. Sippy Productions             | 15,00,00,000 rupees  |
| 1994 | Hum Aapke Hain Koun..! | 7 years        | Rajshri Productions                | 69,75,00,000 rupees  |
| 2001 | Gadar: Ek Prem Katha   | 5 years        | Zee Telefilms                      | 73,75,00,000 rupees  |
| 2006 | Dhoom 2                | 2 years        | Yash Raj Films                     | 80,25,00,000 rupees  |
| 2008 | Ghajini                | 1 year         | Reliance Entertainment Geetha Arts | 114,67,00,000 rupees |
| 2009 | 3 Idiots               | Current holder | Vinod Chopra Productions           | 202,57,00,000 rupees |